# 골드마르크 카로이

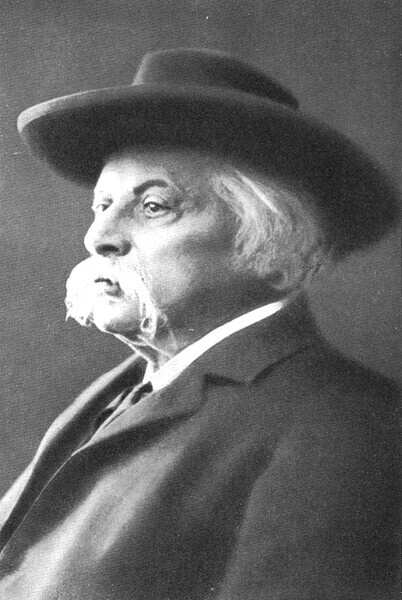
골드마르크 카로이

골드마르크 카로이(헝가리어: Goldmark Károly, 1830년 5월 18일 ~ 1915년 1월 2일)는 헝가리의 작곡가이다. 독일어식 이름인 카를 골트마르크(독일어: Karl Goldmark)로 불리기도 한다.
헝가리 태생이며 빈에서 교육을 받아 마이어베어나 바그너의 영향을 받은 오페라를 발표했으며 빈에서 별세하였다. <시바의 여왕>(1875)은 바그너 이후의 독일 오페라의 걸작의 하나로 꼽히고 있으나 <트리스탄…> 이후의 바그너로부터는 무엇 하나 배우려고 하지 않은 전통적인 오페라 작가에 지나지 않는다. 교향곡, 연주회용 서곡, 바이올린 협주곡, 실내악곡, 가곡 등도 남겼다.